# Spilosynema
Spilosynema Tang & Li, 2010 è un genere di ragni appartenente alla famiglia Thomisidae.

## Distribuzione
Le quattro specie note di questo genere sono state rinvenute in Cina, nella regione dello Yunnan, in alcune località del distretto di Xishuangbanna

## Tassonomia
Non sono stati esaminati esemplari di questo genere dal 2010.
A dicembre 2014, si compone di quattro specie:
- Spilosynema ansatum Tang & Li, 2010[2] — Cina
- Spilosynema comminum Tang & Li, 2010 — Cina
- Spilosynema mancum Tang & Li, 2010 — Cina
- Spilosynema ravum Tang & Li, 2010 — Cina